# Kermanshah (provins)
 Denne artikel omhandler provinsen Kermanshah. Opslagsordet har også en anden betydning, se Kermanshah.
Kermanshah (Persisk: كرمانشاه; Kurdisk: Kirmaşan) er en af de 30 provinser i Iran. Den ligger i det vestlige del af landet og grænser op til Irak mod vest. Mellem 1979 and the 1990'erne, var provinsen kendt som Bakhtaran.
Provinsen hovedby Kermanshah ligger i den vestlige del af Iran. Byens indbyggertal er cirka 690.000.
- Wikimedia Commons har flere filer relateret til Kermanshah (provins)